# Homoeonema platygonon
Homoeonema platygonon är en nässeldjursart som beskrevs av Browne 1903. Homoeonema platygonon ingår i släktet Homoeonema och familjen Rhopalonematidae. Inga underarter finns listade i Catalogue of Life.